# モンモリヨン
モンモリヨン （Montmorillon）は、フランス、ヌーヴェル＝アキテーヌ地域圏、ヴィエンヌ県のコミューン。

## 地理
ポワティエの南東50km、リモージュの90km北西に位置する。ガルタンプ川がコミューン内を横断する。TERポワティエ＝リモージュの路線が通る。
モンモリヨンの名に由来するのがモンモリロナイトである。

## 歴史

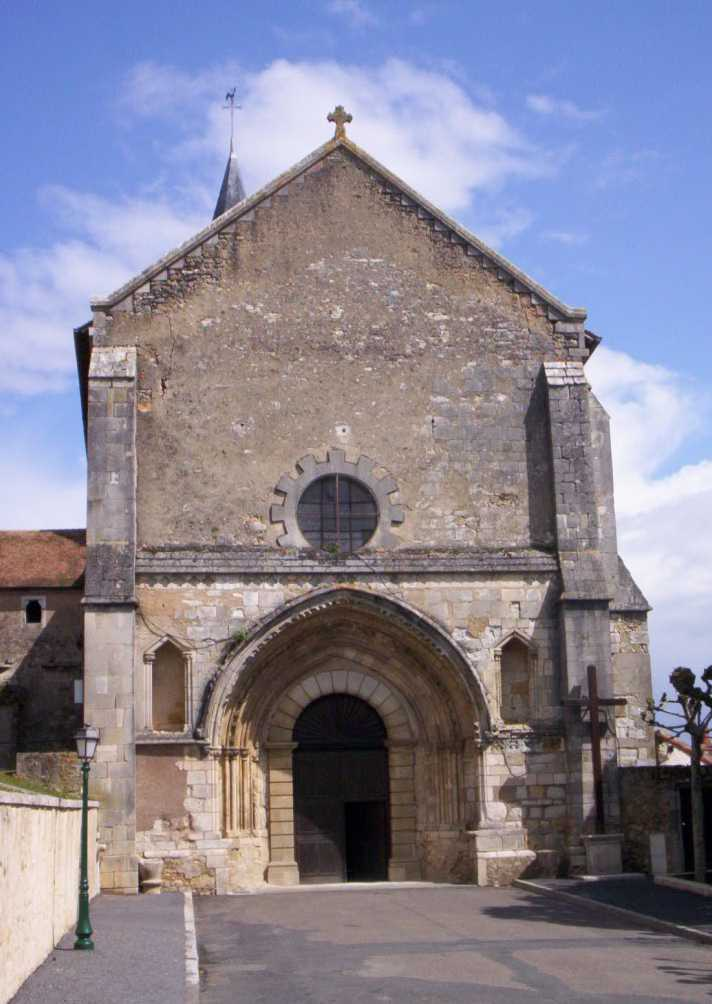
ノートルダム教会

中世のモンモリヨンには城があった。ノートルダム教会近くの崖の上にあったが、現在は何の痕跡もとどめていない。
モンモリヨンの基礎は、ポワトゥーにおける世俗的な支援で知られるピエール・デュ・マルシェによるもので、1107年には教皇庁とランス大司教の認証を受けた。モンモリヨンの地には病院があり、発展していた。百年戦争中に病院は防衛を強化していた。
ユグノー戦争で病院は廃墟と化し、聖アウグスチヌ会によって復興された。アンシャン・レジーム時代、モンモリヨンには王家の代官が駐在していた。
新しい税の導入は、しばしば異なる階層間の連帯を引き起こした。1707年、ワインの新たな援助が進められたとき、市長自身が暴動と抵抗運動を誘発した。
フランスのほかの土地と同様に、モンモリヨンはフランス革命を歓迎した。植えられた自由の木は革命の象徴であった。木は、祝祭や革命行事のポイントとなった。1790年より、モンモリヨン郡の郡庁となった。
共和国の勝利が決まった第一次世界大戦末期、自由の木がモンモリヨンに植樹された。木は現在も警察署の前にある。
現在のモンモリヨンは、キッチン用品の製造業が盛んである。

## 史跡
- オクトゴーヌ・ド・モンモリヨン - ロマネスク様式の礼拝堂。フランス歴史文化財
- ノートルダム教会 - 12世紀の、アレクサンドリアのカタリナの戴冠を描いた美しいフレスコ画と納骨堂がある。ユグノー戦争時、内部を守るため頑強な壁が設けられた。

## 姉妹都市
- ヴァーデルン、ドイツ
- メディーナ・デル・カンポ、スペイン
- サファネ、ブルキナファソ
- ギルドフォード、イギリス
- Gościno、ポーランド